# Міфтахова Рахіля Хайдарівна
Міфтахова Рахіля Хайдарівна (нар. 7 жовтня 1940, Ходжейлі, Каракалпацька АРСР — 8 січня 2000, Казань, Татарстан) — оперна співачка, педагог, заслужена артистка РРФСР (1981), народна артистка Республіки Татарстан (1993).

## Біографія
Народилася 7 жовтня 1940 року в місті Ходжейлі Каракалпацької АРСР. У 1946 році разом з сім'єю переїхала в Перм, де закінчила школу. Після закінчення в 1963 році Казанського музичного училища працювала в Казанській державній консерваторії. Вчителями Рахілі Міфтахової в різний час були Н. Г. Лівшиць, Н. Н. Лучініна, З. Г. Байрашева, К. З. Щербініна.
З грудня 1962 року Рахіль Міфтахова працювала стажистом в Татарському театрі опери та балету імені Муси Джаліля. З 1968 року, після закінчення Казанської консерваторії — солістка театру.
У 1971—1978 роках викладала в музичному училищі. З 1985 по 1999 роки — педагог Казанського університету культури і мистецтв, в 1997—2000 — завідувач кафедри сольного співу, професор.

## Творчість
Рахіль Міфтахова за 32 роки сценічного життя виконала понад 50 оперних партій, в тому числі: Джільда («Ріголетто»), Маргарита («Фауст»), Аїда («Аїда»), Марфа («Царева наречена»), Мадам Батерфляй (" Чіо-Чіо-сан "), Ліза («Пікова дама»), Тетяна («Євгеній Онєгін»), Ярославна («Князь Ігор»), Леонора («Трубадур»), Розіна (« евільський цирульник»), Альфия («Самат»), Бібісара («Джігангір»), Дружина поета («Джаліль»), Каракаш («Алтинчеч»), Сарвар («Черевички»), Розалінда («Кажан»), княгиня Воляпюк («Сільва») та інші .
Крім оперних партій, в репертуарі співачки звучали камерні твори татарських композиторів Сайдашева, Музафарова, Валіулліна, Жиганова, Яхіна, романси і пісні на вірші великого поета Габдулли Тукая.

## Звання
- Заслужена артистка РРФСР (1981)
- Народна артистка Республіки Татарстан (1993)